# Wacław Kopisto
Wacław Kopisto (né le 8 février 1911 à Hrycenki près de Starokonstantynów alors dans l'Empire russe - mort le 23 février 1993 à Rzeszów en Pologne), nom de guerre Kra est  un capitaine de l'Armée polonaise.

## Biographie

### Jeunesse
Il est le fils de Stanisław Wiktor et de Wacława, il a un frère Janusz. Après l'obtention de son baccalauréat en 1931 il entreprend ses études à l'École supérieure du commerce extérieur (Wyższa Szkoła Handlu Zagranicznego), il la termine en 1936. En 1935 il suit un cours à l'École des aspirants de réserve de l'infanterie. En 1937 il commence à travailler à l'entail du comte Potocki à Łańcut.

### Seconde Guerre mondiale
Il participe à la campagne de Pologne au 154e régiment de la 45e division d'infanterie. Le 19 septembre il arrive en Hongrie où il est interné. En mars 1940 il gagne la France pour s'engager dans l'armée polonaise, il suit un cours d'officier à Vichy. Après la défaite de la France il est évacué en Angleterre et incorpore la 3e brigade de fusiliers ensuite il intègre la 1re Brigade indépendante de parachutistes. Il suit la formation des forces spéciales (Cichociemni) avant d'être parachuté en Pologne la nuit du 1er au 2 septembre 1942. Le 18 janvier 1943 il participe à l'opération de délivrance des résistants de la prison de Pinsk. Pour cette opération, Kopisto reçoit sa première Croix de la Vaillance (Krzyż Walecznych).
En avril 1943 il devient officier de diversion de l'Armia Krajowa et protège les Polonais des attaques de l'Armée insurrectionnelle ukrainienne.

### Dans l'Archipel du Goulag
En avril 1944 il est arrêté par le NKVD et condamné à mort par fusillade. La peine est commuée en 10 de prison, il est d'abord detenu à Kiev puis à Kaniv avant d'être déporté aux goulags de Kolyma, Komie et Magadan. Le 3 mai 1953 sa peine est de nouveau comuée, il est désormais assigné à résidence dans la région de Magadan. 

### Retour dans la patrie
Après 11 ans et 8 mois il prend la route pour la Pologne. Son voyage dure d'octobre à décembre 1955. Il s'installe à Rzeszów où il travaille dans l'industrie de la viande.
En 1989 il apparaît dans un documentaire intitulé Cichociemni.
Wacław Kopisto s'éteint le 23 février 1993, il est élevé au rang de commandant à titre posthume.

## Promotions militaires
| aspirant        | 1935             |
| sous-lieutenant | 1er janvier 1938 |
| lieutenant      | 1942             |
| capitaine       |                  |
| commandant      | à titre posthume |

## Décorations
- Croix d'argent de l'ordre militaire de Virtuti Militari
- Croix de la Vaillance (Krzyż Walecznych) - deux fois[1]